# 베가 (휴대 전화)
베가(SKY)는 팬택계열의 휴대 전화 브랜드이다. 대한민국에서 최초로 슬라이드 형태의 휴대 전화를 선보였다.
본래 SK텔레텍의 브랜드로 모회사인 SK텔레콤의 식별번호(011, 017)를 사용할 수 있는 셀룰러 방식의 휴대 전화를 생산하였으나, 2005년 팬택 계열에 인수된 이후부터는 SK텔레콤용 휴대 전화 뿐 아니라 KT, LG유플러스용 PCS 휴대 전화도 생산하고 있다. 초기에는 일본의 전자 회사인 교세라와의 기술 협조를 통하여 생산하였기 때문에 SK와 교세라(Kyocera)에서 각각 두 글자를 합성하여 SKY라는 브랜드 네임이 정해졌다.
당초 SK텔레콤은 신세기통신을 합병하면서 정보통신부로부터 시장지배적 사업자 판정을 받아 합병이행 조건으로 SK텔레텍의 생산 규모를 2005년까지 연간 120만대로 제한하였으나 그로 인한 브랜드가 가지는 희소성과 독특한 마케팅 전략이 맞물려져 매년 판매량이 급증하며 프리미엄 브랜드로 급부상했다. 그 후, SK텔레콤은 스카이 브랜드의 존치가 어려워지게 되자, 결국 2005년 7월 SK텔레텍을 팬택계열에 매각하게 되며 스카이는 경쟁사에 대항하기 위해 프리미엄 이미지를 벗고 대중적인 브랜드로 변모하게 된다. LG유플러스용으로는 캔유 제품을 꾸준히 출시하고 있어 스카이 브랜드의 LG유플러스용 휴대 전화는 극히 적은 편이다.
2012년 9월 스카이라는 브랜드에서 베가로 변경하였다.

## 제품 목록

### IM-700 모델
- IM-700 (원터치)
- IM-777 (스카이 슬림플립)

### IM-1000 모델
- IM-1000 (테크노메탈)
- IM-1100 (스카이 폴더)
- IM-1200 (레코더)

### IM-2000 모델
- IM-2100 (스카이 룩)
- IM-2300 (스카이 CDMA)
- IM-2400 (스카이 조이스틱)

### IM-3000 모델
- IM-3000 (스카이 오케스트라)
- IM-3100 (스카이 카메라)
- IM-3400 (스카이 모네타)

### IM-5000 모델
- IM-5000 (스카이 컬러)
- IM-5100 (스카이 슬라이드)
- IM-5300 (스카이 초고속인터넷폰)
- IM-5400 (스카이 컬러슬라이드)

### IM-6000 모델
- IM-6100 (스카이 오케스트라): "같이 들을래?" SKY It's different
- IM-6200 (스카이 블루투스)
- IM-6400 (스카이 캠): "내 뮤직비디오야." SKY It's different
- IM-6500 (스카이 로테이션)

### IM-7000 모델
- IM-7100 (스카이 QVGA): "선명하게 보라! 기회는 자주 오지 않는다" SKY It's different
- IM-7200 (스카이 헤드캠): "머리를 써라." SKY It's different
- IM-7300 (스카이 인테나폰)
- IM-7400 (스카이 로테이션 카메라): "눈을 돌리면 또 다른 세상이 보인다." SKY It's different
- IM-7700 (스카이 조그셔틀): "음악, 건들기만해도." SKY It's different

### IM-8000 모델
- IM-8100 (스카이 픽트브릿지)
- IM-8300 (스카이 3D사운드 3D게임폰):"게임이 아니다. 현실이다." SKY It's different, "소리가 생각을 지배한다." SKY It's different
- IM-8400 (스카이 오토포커스)
- IM-8500, IM- 8500L (스카이 휠): "돌아가는 것에 끌리다." SKY It's different
- IM-8600 (스카이 디카폰)
- IM-8700 (스카이 화상통화폰)

### IMB 모델
- IMB-1000 (스카이 터치스크린 위성 DMB폰): "손대면 드라마가 시작된다" SKY It's different

### IM-S000 모델
- IM-S100 (스카이 옴므): "남자, 힘이 생겼다." SKY It's different
- IM-S110, IM-S110K (스카이 슬림폴더폰): "스카이 슬림플레이." SKY It's different
- IM-S130, IM-S130K (스카이 슬림슬라이드폰): MUST HAVE_ 센스
- IM-S150 (스카이 미니룩)
- IM-S200K (스카이 핸디)
- IM-S220L (스카이 심플슬라이드)
- IM-S230 (스카이 스키니TV): 오래된 연인들을 위한 MUST HAVE_ 스키니TV
- IM-S240K, IM-S250L (스카이 레인 스트라이프)
- IM-S300 (스카이 로맨틱 웨이브)
- IM-S310L (스카이 퀼트)
- IM-S320, IM-S320K (스카이 블레이드)
- IM-S330, IM-S330K (스카이 M)
- IM-S350 (스카이 허쉬)
- IM-S500K (스카이 크리스탈)
- IM-S550S (스카이 잼밴드)
- IM-S610K (스카이 체크메이트)
- IM-S640S (스카이 우드)

### IM-U000 모델
- IM-U100 (스카이 와이드PMP): "넓게 놀아라. 플레이가 달라진다." SKY It's different
- IM-U110 (스카이 쥬크박스): "음악, 끝없이 이어지다." SKY It's different
- IM-U130 (스카이 쥬크박스바)
- IM-U140 (서라운드 사운드)
- IM-U150, IM-U150L (스카이 터치 뮤직 플레이어)
- IM-U160, IM-U160K, IM-U160L (스카이 붐붐)
- IM-U170 (스카이 투페이스 메탈): MUST HAVE_ 투페이스 메탈
- IM-U200 (스카이 슈팅스타): 우주비행사가 되기 위한 MUST HAVE_ 슈팅스타
- IM-U210, IM-U210K (스카이 HSDPA T-DMB)
- IM-U220, IM-U220K (스카이 돌핀 슬라이드)
- IM-U310S, IM-U310K (스카이 프레스토)
- IM-U440S, IM-U440K, IM-U450L (스카이 오마쥬)
- IM-U510S, IM-U510LE (S.T.듀퐁)
- IM-U530K (스카이 섹시 백)
- IM-U700S (스카이 S902)

### IM-R000 모델
- IM-R200, IM-R200K (매직 키패드): 딱 걸렸을 때를 위한 MUST HAVE_ 매직 키패드
- IM-R470S (큐브릭)
- IM-R520S (큐브릭 II)

### IM-A000 모델
아래 제품은 안드로이드가 탑재된 스마트폰이다. 스카이 스마트폰은 100% 퀄컴 CPU와 안드로이드 운영 체제만 탑재한다.
- IM-A600S (시리우스) : QSD8650 / AMOLED / 감압식 터치패널
- IM-A630K (이자르) : MSM7227 / TFT-LCD / 정전식 터치패널
- IM-A650S (베가) : QSD8650 / AMOLED / 정전식 터치패널
- IM-A690S, IM-A690L (미라크) : MSM7227 / TFT-LCD / 정전식 터치패널
- IM-A710K, IM-A720L, IM-A725L (베가 X(+))
  - IM-A710K : MSM8655 / TFT-LCD / 정전식 터치패널
  - IM-A720L : QSD8650 / TFT-LCD / 정전식 터치패널
  - IM-A725L : MSM8655 / TFT-LCD / 정전식 터치패널
- IM-A730S (베가 S) : MSM8255T / TFT-LCD / 정전식 터치패널
- IM-A740S, IM-A750K (미라크 A) : MSM7227T / TFT-LCD / 정전식 터치패널
- IM-A760S, IM-A770K, IM-A780L, IM-A775C (베가 레이서) : MSM8260 / 샤프 AVS / CYTTSP 터치패널
- IM-A800S (베가 LTE) : MSM8660 / IPS / 정전식 터치패널
- IM-A810S, IM-A810K (베가 LTE M) : MSM8660 / IPS / 정전식 터치패널
- IM-A820L (베가 LTE EX) : MSM8660 / IPS / 정전식 터치패널
- IM-A830S, IM-A830K, IM-A830L (베가 레이서2) : MSM8960 / IPS HD / 정전식 터치패널
- IM-A840S (베가 S5) : MSM8960 / IPS HD / 정전식 터치패널
- IM-A850S, IM-A850K, IM-A850L (베가 R3) : APQ8064 / IPS HD / 정전식 터치패널

### IM-T000 모델
- IM-T100K (베가 넘버 5)

### 포터블 미디어 플레이어
- SMP-301 (스카이 더 플레이어)

## 스폰서
- 2001 SKY배 온게임넷 스타리그
- 2002 SKY배 온게임넷 스타리그